# Shiromani Akali Dal
Shiromani Akali Dal, eller Akali Dal, är ett politiskt parti för sikher i den indiska delstaten Punjab. Partiet bildades på 1920-talet. Baba Kharak Singh var den förste partiledaren, men det var först under ledarskap av Tara Singh som partiet blev en politisk kraft att räkna med.
Den första stora frågan för Akali Dal var att få bilda en egen sikhisk delstat i Indien, vilket lyckades 1966, och partiet kunde också vinna valet och sätta sig i delstatsregering. Partiets historia är fylld av splittring och fraktionsbildningar. 2003 var de ledande fraktionerna, som alla gjorde anspråk på att vara det sanna Akali Dal;
- Shiromani Akali Dal, den fraktion som kontrollerar delstatsregering och representation i Lok Sabha,
- Akali Dal Badal, lett av Prakash Singh Badal
- All India Akali Dal, lett av Gurcharan Singh Tohra,
- Akali Dal Amritsar, lett av Simranjit Singh Mann, samt
- Akali Dal Panthic, lett av Ravinder Singh.

I valen till Lok Sabha 1999 fick partiet 0,7% av rösterna och 2 mandat. Partiet ingår i den BJP-ledda regeringskoalitionen. Vid valet 2004 ökade röstandelen till 0,9%, och antalet mandat ökade till 8.